# Passiflora cuatrecasasii
Passiflora cuatrecasasii är en passionsblomsväxtart som beskrevs av Ellsworth Paine Killip. Passiflora cuatrecasasii ingår i släktet passionsblommor, och familjen passionsblomsväxter. Inga underarter finns listade i Catalogue of Life.